# 王桂珍
王桂珍（1944年—），第一位“赤脚医生”。

## 生平
1944年出生于上海市川沙县（今属浦东新区）江镇大沟村。1965年夏到江镇医学速成培训班培训，学成后回大沟村大队半医半农，为村民看病，被村民称为“赤脚医生”。历任江镇公社党委副书记、川沙县卫生局党委核心小组副组长、卫生部党委核心小组成员、卫生部防治局副局长。是电影《春苗》主角“田春苗”的原型。1999年在县社会保障局退休。